# レディアンジェラ
レディアンジェラ (Lady Angela) はイギリス生産の競走馬、繁殖牝馬。競走馬としては振るわなかったが、繁殖牝馬としてカナダに輸出された後、1958年のカナダ年度代表馬であり、種牡馬としても7度カナダリーディングサイアーを獲得したニアークティックを出産した。ニアークティックの産駒の中には、カナダ産馬として初めてケンタッキーダービーを制し、種牡馬としても大成功を収めたノーザンダンサーがいる。
2010年、サラブレッドの血統に対する世界的な影響力を評価され、カナダ競馬名誉の殿堂に選出された。

## 生い立ち
レディアンジェラはイギリスの著名なブックメーカーで、馬産家でもあったマーティン・H・ベンソンによって生産された。
父のハイペリオンは1933年のダービーステークス勝馬で、種牡馬としても6度イギリスのリーディングサイアーを獲得した実績を持つ。母のシスターサラはステークスレース勝馬を4頭輩出し、その牝系は1967年のムーランドロンシャン賞勝馬であるグレートネフューや2010年ダービーステークス・凱旋門賞勝馬であるワークフォースなどに繋がっている。

## 戦績
生涯で11回レースに出走し、エプソム競馬場で1勝を挙げ、4度2着に入った。1948年に競走馬を引退。

## 繁殖牝馬時代
繁殖入り後、ネアルコとの種付けが数度行われた。その後、カナダの実業家で馬生産者でもあったエドワード・プランケット・テイラーに10,500ギニーで購入された。またテイラーはレディアンジェラをカナダに輸出する前に、種付け料3,000ドルを追加で支払いネアルコとの種付けを行った。そしてカナダ到着後に出生した子馬が、のちのニアークティックである。
ニアークティックは4歳時にカナダ・アメリカ両国の主要なステークスレースで優勝し、1958年のカナダ年度代表馬に選ばれた。引退後は種牡馬入りし、カナダで7度リーディングサイアーを獲得した。ニアークティックの代表産駒であるノーザンダンサーは、カナダ産馬として史上初となるケンタッキーダービー優勝を果たし、種牡馬としても世界的な成功を収めた。
ニアークティックの後、レディアンジェラはさらに8頭の子馬を産み、そのうち7頭が勝ち上がった。競走馬として最も成功したのはチョップチョップとの配合で生まれたチョペリオン（Choperion）で、1961年のコロネーションフューチュリティステークスで優勝した。また繁殖牝馬として成功を収めた代表産駒に以下の2頭がいる
- カウンテスアンジェラ（Countess Angela） – 1966年クイーンズプレート勝馬タイトルドヒーロー（英語版）の母
- レディヴィクトリア（Lady Victoria） – 1974年フォレ賞勝馬で10度日本リーディングサイアーを獲得したノーザンテーストの母

レディアンジェラは1966年に亡くなり、オシャワ近郊のウインドフィールズファームの墓地に埋葬された。没後も、その血はニアークティックとノーザンダンサーを通じて多くのサラブレッドに受け継がれた。2010年、その多大な影響力を評価され、カナダ競馬名誉の殿堂に選出された。1982年から毎年5月にウッドバイン競馬場で開催されているレディアンジェラステークスは、生前のレディアンジェラの功績を称え命名された。

## 血統
| レディアンジェラの血統（ハイペリオン系 / St.Simon 4.5×5=12.50%、Canterbury Pilgrim 4×4=12.50%、Galopin 5×5=6.25%） | レディアンジェラの血統（ハイペリオン系 / St.Simon 4.5×5=12.50%、Canterbury Pilgrim 4×4=12.50%、Galopin 5×5=6.25%） | レディアンジェラの血統（ハイペリオン系 / St.Simon 4.5×5=12.50%、Canterbury Pilgrim 4×4=12.50%、Galopin 5×5=6.25%） | （血統表の出典）       | （血統表の出典） |
| 父 Hyperion 1930 栗毛 イギリス                                                                                     | 父の父Gainsborough 1915 鹿毛 イギリス                                                                              | Bayardo | Bay Ronald             | Bay Ronald       |
| 父 Hyperion 1930 栗毛 イギリス                                                                                     | 父の父Gainsborough 1915 鹿毛 イギリス                                                                              | Bayardo | Galicia                |                  |
| 父 Hyperion 1930 栗毛 イギリス                                                                                     | 父の父Gainsborough 1915 鹿毛 イギリス                                                                              | Rosedrop | St.Frusquin            | St.Frusquin      |
| 父 Hyperion 1930 栗毛 イギリス                                                                                     | 父の父Gainsborough 1915 鹿毛 イギリス                                                                              | Rosedrop | Rosaline               |                  |
| 父 Hyperion 1930 栗毛 イギリス                                                                                     | 父の母Selene 1919 鹿毛 イギリス                                                                                    | Chaucer | St.Simon               | St.Simon         |
| 父 Hyperion 1930 栗毛 イギリス                                                                                     | 父の母Selene 1919 鹿毛 イギリス                                                                                    | Chaucer | Canterbury Pilgrim     |                  |
| 父 Hyperion 1930 栗毛 イギリス                                                                                     | 父の母Selene 1919 鹿毛 イギリス                                                                                    | Serenissima | Minoru                 | Minoru           |
| 父 Hyperion 1930 栗毛 イギリス                                                                                     | 父の母Selene 1919 鹿毛 イギリス                                                                                    | Serenissima | Gondlette              |                  |
| 母 Sister Sarah 1930 黒鹿毛 イギリス                                                                               | 母の父Abbots Trace 1917 栗毛 イギリス                                                                              | Tracery | Rock Sand              | Rock Sand        |
| 母 Sister Sarah 1930 黒鹿毛 イギリス                                                                               | 母の父Abbots Trace 1917 栗毛 イギリス                                                                              | Tracery | Topiary                |                  |
| 母 Sister Sarah 1930 黒鹿毛 イギリス                                                                               | 母の父Abbots Trace 1917 栗毛 イギリス                                                                              | Abbot's Anne | Right-Away             | Right-Away       |
| 母 Sister Sarah 1930 黒鹿毛 イギリス                                                                               | 母の父Abbots Trace 1917 栗毛 イギリス                                                                              | Abbot's Anne | Sister Lumley          |                  |
| 母 Sister Sarah 1930 黒鹿毛 イギリス                                                                               | 母の母Sarita 1924 黒鹿毛 イギリス                                                                                  | Swynford | John o' Gaunt          | John o' Gaunt    |
| 母 Sister Sarah 1930 黒鹿毛 イギリス                                                                               | 母の母Sarita 1924 黒鹿毛 イギリス                                                                                  | Swynford | Canterbury Pilgrim     |                  |
| 母 Sister Sarah 1930 黒鹿毛 イギリス                                                                               | 母の母Sarita 1924 黒鹿毛 イギリス                                                                                  | Molly Desmond | Desmond                | Desmond          |
| 母 Sister Sarah 1930 黒鹿毛 イギリス                                                                               | 母の母Sarita 1924 黒鹿毛 イギリス                                                                                  | Molly Desmond | Pretty Polly F-No.14-c |                  |